# La Provence (paquebot de 1906)
Ne doit pas être confondu avec le journal La Provence.
Pour les autres navires du même nom, voir Provence (navire).
La Provence est un paquebot transatlantique français lancé en 1906 et coulé en 1916 en Méditerranée pendant la Première Guerre mondiale alors qu'il servait de transport de troupes.

## Histoire civile

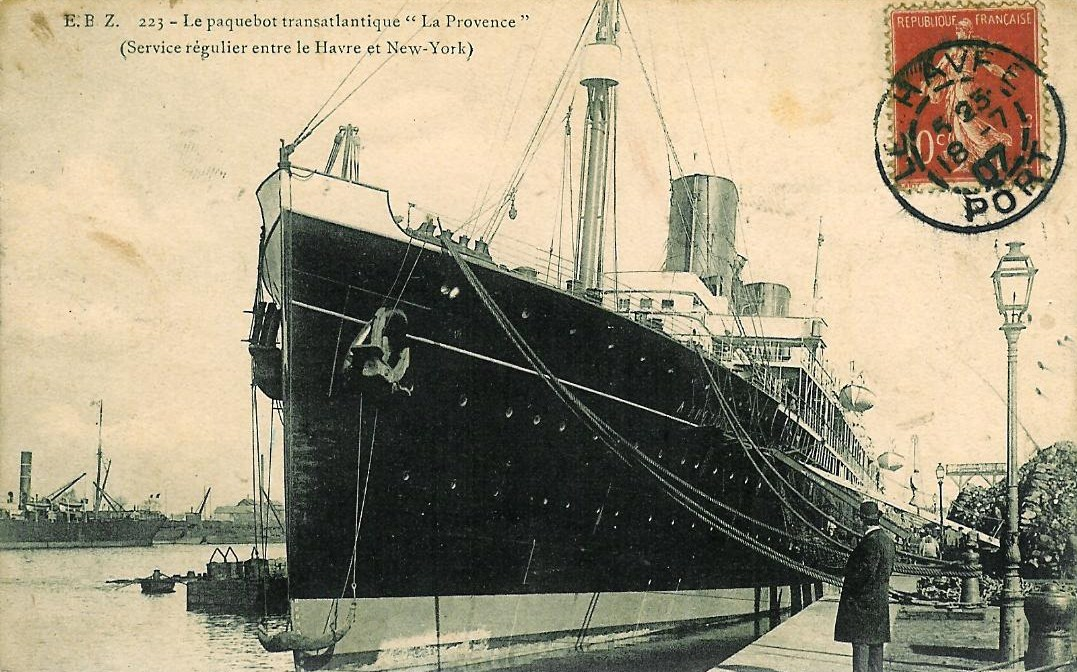
Le paquebot La Provence, en 1907.

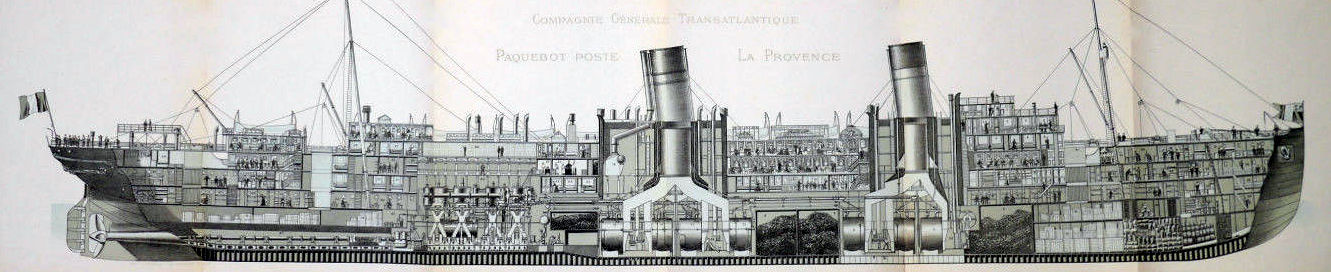
Coupe paquebot La Provence

À sa mise en service, La Provence est le plus grand et le plus rapide paquebot français mais ses dimensions ayant été dictées par les capacités d'accueil maximales du port du Havre, son tonnage est alors très inférieur aux grands paquebots transatlantiques des concurrents étrangers. Ce handicap ne sera levé qu’avec les travaux portuaires entrepris pour la mise en service du Normandie dans les années 1930.
La Provence est également le premier paquebot de la Compagnie générale transatlantique équipé de la télégraphie sans fil (TSF) et c’est à son bord que fut imprimé le premier exemplaire de L’Atlantique, le journal destiné aux passagers qui sera ensuite imprimé et diffusé sur tous les paquebots transatlantiques jusqu’à l’arrêt du France en 1974.
La propulsion est assurée par deux machines à vapeur classiques à triple expansion qui sont parmi les plus puissantes du monde (30 000 cv à comparer aux 31 000 cv du Lucania et de son sister-ship (l'Etruria de la Cunard Line britannique). Elles représentent l'apogée de la machine alternative à pistons qui sera bientôt supplantée pour les fortes puissances par les turbines à vapeur inventées par l'ingénieur Charles Algernon Parsons. Ces turbines à vapeur seront installées sur les navires transatlantiques de la génération suivante dotés de quatre lignes d'arbres porte-hélice : Le Mauretania et le Lusitania de la Cunard ou le France (1912) de la compagnie générale transatlantique.
La Provence   est mis en service en avril 1906 sur la ligne Le Havre - New York où il assure le service express en compagnie des paquebots La Lorraine et La Savoie, de dimensions plus réduites. Au retour de son deuxième voyage, il effectue une course mémorable avec le paquebot allemand Deutschland qu’il bat finalement de 4 heures, les passagers américains ayant engagé des paris importants à bord des deux rivaux.

## Histoire militaire
Le 2 août 1914, il est réquisitionné et converti en croiseur auxiliaire.
Il est rebaptisé Provence II, un cuirassé français portant déjà le même nom. Il est armé de 5 canons de 140 mm, 2 de 57 mm et 4 de 47 mm.
À partir de janvier 1915, il est utilisé pour le transport de troupes vers les Dardanelles.

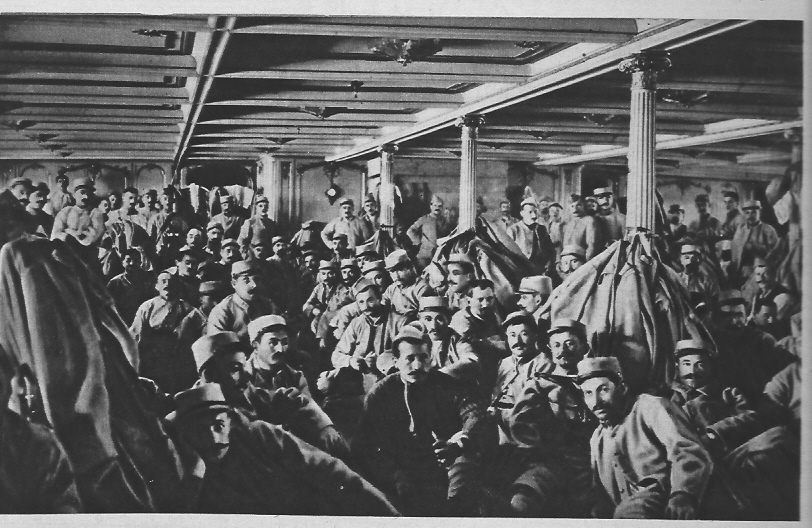
Le paquebot servant de transport de troupes pendant la Première Guerre mondiale

Le 23 février 1916 au soir, la Provence II part de Toulon pour Salonique avec 1 700 hommes encore inexpérimentés du 3e régiment d'infanterie coloniale. Le 26 février 1916, la Provence II est torpillée au large du cap Matapan, en Méditerranée, par le sous-marin allemand U 35. Le navire sombre en 17 minutes, faisant officiellement 912 victimes, dont le commandant, le capitaine de frégate savoyard Henri Vesco, qui avait demandé qu'on débarque 1 100 personnes en raison du manque de brassières de sauvetage.
Les journaux se font l'écho de la perte du navire.
Au moment du naufrage, le commandant Henri Vesco, tout en dirigeant l'évacuation, reste à la passerelle jusqu'au dernier instant du navire qui s'enfonce rapidement par l'arrière, d'où il s'adresse une dernière fois par-dessus le tumulte aux malheureux hommes n'ayant pu évacuer et qui se sont regroupés sur le pont avant, en leur criant « Adieu mes enfants ! ». Ce à quoi ces derniers lui répondent en criant « Vive la France », avant d'être tous emportés par les flots car le navire s'enfonce à la verticale comme une flèche. À leur tour, les survivants des canots et des radeaux lancent en retour « Vive la France ».
Les rescapés secourus par des navires des marines de guerre française et britannique sont débarqués à Milo en Sicile et à Malte.
Voici comment un médecin passager, le Dr Clunet, décrit la fin du croiseur auxiliaire :

« L'affolement commence environ 5 minutes après le torpillage alors que le bateau est à peine enfoncé à l'arrière et semble immobile et paraît devoir supporter son avarie. Cet affolement demeure silencieux : pas de cris, seulement quelques râles de gens étouffés et étranglés dans la presse des escaliers. Des hommes, frappés de stupeur, immobiles sur le pont, où la plupart très agités se livrent à des actes déraisonnables. Certains s'entassent sur les embarcations, sur le pont, sans essayer de les mettre à la mer, d'autres montent dans les haubans de la mâture ; d'autres encore tirent des coups de revolver et des coups de fusil en l'air. »